# Ángel Ancona Resendez
Ángel Ancona Resendez (Tamaulipas, México 7 de mayo de 1956) es un creador escénico mexicano, especializado en el diseño de iluminación y escenografía en el sector cultural.

## Biografía
Realizó sus estudios primarios y secundarios en ciudad Reynosa, Tamaulipas. Posteriormente, se trasladó a Nuevo León, donde cursó el bachillerato en el Instituto Tecnológico y de Estudios Superiores de Monterrey. En 1976 ingresó al Colegio de Literatura Dramática de la Facultad de Filosofía y Letras de la Universidad Nacional Autónoma de México (UNAM).
A los dos años de cursar la licenciatura de Letras Dramáticas y Teatro, decidió acercarse a figuras paradigmáticas de las artes escénicas contemporáneas de México y realizó estudios especializados con Hugo Argüelles, José Luis Ibáñez, Héctor Mendoza, Alejandro Jodorowski y Guillermina Bravo.

## Trayectoria
De 1974 a 1985 participó como actor en montajes de Martha Luna, Ana María Salazar, Germán Dehesa y Alejandro Jodorowsky. Paralelo, en 1978 inició su trayectoria como asistente de producción e iluminación de la mano de la artista argentina exiliada en México: Nacha Guevara. A principios de los ochenta, se inició diseñando la iluminación para espectáculos como Corridos y Romances, interpretado por Ignacio López Tarso y Raquel Olmedo, así como Querido León Felipe, con la actuación y dirección de Ofelia Guilmain, entre otros.
En teatro, en el terreno de la iluminación, ha colaborado en varios proyectos. En 1983 diseñó Las mil y una noches, bajo la dirección de Marta Luna. A finales de los ochenta, se trasladó a Barcelona, España, donde trabajó en el Café Concert Artículo 26, donde realizó diseños para teatro, música y danza, así como para La festa de la música.
Posteriormente, viajó a Venezuela, donde fue invitado a formar parte de la Fundación Rajatabla, realizando el diseño de iluminación de sus puestas en escena como Mozart, el ángel Amadeus, Despertar de Primavera, El campo, La noche de los tiempos y Oficina Número Uno.
Asimismo, en Venezuela trabajó con el Teatro Nacional Juvenil de Venezuela y el Taller Nacional de Teatro bajo la dirección de Ricardo Lombardi, Carlos Celdrán, Ibrahim Guerra, Orlando Arocha, Vicente Albarracín, Christian Schareti y Roberto Stopello. Desde 1980 estableció una relación con Colombia, donde siguió su ruta creativa y participó en proyectos dirigidos por Ramiro Osorio, Fanny Mikey, José María Álvarez, Jorge Alí Triana, Alejandro González Puche, Wilson León García y Pedro Salazar en producciones del Teatro Nacional e independientes.
En el terreno de la danza, ha colaborado con las compañías Rajatabla Danza, La Cebra Danza Gay y Delfos, Danza Contemporánea, así como con el creador Raúl Parrao. Asimismo, realizó diseños de iluminación en el terreno de las artes plásticas para Brian Nissen, Gabriel Macotela y Yoko Ono. Fedora, dirección Cindy Oxberry (con la participación de Plácido Domingo) y “Únicamente la verdad (la verdadera historia de Camelia La Texana)”, dirección de Mario Espinosa, son algunas de las propuestas operísticas en las que ha colaborado, así como La Traviata, La bohemia, El trovador y Don pasquale.
Ha participado realizando el diseño de iluminación para el Primer Festival de los Derechos Humanos Life aid, en el que participaron Willie Colón y Eddie Palmieri, el primer espectáculo en solidaridad para la lucha contra el SIDA Razón de vivir.
Dos años después, en 1993, diseña Concierto Iberoamericano, espectáculo de la IV Cumbre de Jefes de Estado y de Gobierno de Iberoamérica, con la participación de María Cecilia Botero, Pablo Milanés, Joaquín Sabina, Adriana Varela, Eugenia León, Carlos Vives y la Orquesta Sinfónica de Bogotá.
Estuvo involucrado en el diseño de iluminación y producción del magno espectáculo Del siglo XX al tercer milenio, compartiendo crédito con el Alejandro Luna, en el Zócalo de la Ciudad de México.
En 2009 y 2010 creó el diseño de la inauguración y la clausura del Festival Internacional de Cine de Guadalajara. Asimismo, participó en la producción de las Lunas del Auditorio (2003 y 2004), la entrega del Ariel, por parte de la Academia Mexicana de Artes y Ciencias Cinematográficas (2009 y 2011) y el diseño de arte e iluminación del programa televisivo “Ópera prima” del Canal 22. 
En 2014, realizó la dirección general y diseño de Aquí yace un pájaro. Una flor. Un violín. Celebrando a Juan Gelmán, un espectáculo que conmemoraba la vida y obra del escritor argentino, en el Teatro de la Ciudad Esperanza Iris.

### Gestión cultural
En la función pública se desempeña desde 1997 a 2002 como Subdirector de Producción Teatral del Instituto Nacional de Bellas Artes y Literatura (INBAL). Durante nueve años fue director técnico del Festival Internacional Cervantino (2001-2009), y de 2003 a 2006 fue productor general de México: Puerta de las Américas, iniciativa del Fondo Nacional para la Cultura y las Artes (FONCA).
En 2006, fue director general de las muestras de Artes escénicas presentadas en el marco de  México, país invitado de honor en los festivales Meet in Beijing y el Shanghái International Arts Festival 2006. Durante 2009 y 2010 diseñó la programación y producción general del programa de Artes Escénicas que se presentó en la Expo Universal de Shanghái 2010.
Durante el 2011 y 2012, fue director técnico y operativo del Teatro del Bicentenario de León, Guanajuato. Desde 2013, es el actual director del Sistema de Teatros de la Secretaría de Cultura de la Ciudad de México.
Como gestor y productor, ha colaborado con los festivales Viña del Mar en Chile y el de Varadero en Cuba. Asimismo, ha realizado las producciones técnicas en México para importantes figuras artísticas internacionales como el American Ballet Theatre, Nederlands Dance Theatre, Sidi Larbi Sutra, Winton Marsalis y Phillipe Glass.
Ha realizado asesorías a encuentros y recintos iberoamericanos como a la Dirección del Teatro Teresa Carreño y del Festival Internacional de Teatro de Caracas, Venezuela, del Festival Iberoamericano de Teatro de Bogotá, del Festival Teatro Stage Fest de Nueva York, así como a la Gerencia del Palacio de Bellas Artes y del Festival de México en el Centro Histórico.

### Docencia
Ancona ha impartido cursos y talleres sobre iluminación teatral en la Casa del Teatro Nacional de Bogotá y el Teatro Nacional Juvenil de Venezuela, así como impartido la maestría de Dirección escénica en la Universidad del Valle en Cali, Colombia, y en la Universidad Panamericana de México es docente en la maestría de gestión cultural.
Ha sido consejero para América Latina del Ministerio de Cultura de la República Popular de China, miembro del Comité Organizador del Encuentro de Artes Escénicas, organizado por el FONCA, y también ha sido jurado en la selección técnica de la Compañía Nacional de Teatro del INBAL. Asimismo, fue nominador de la Fundación para las Artes Rolex de Ginebra, Suiza.

## Reconocimientos
- En 2006, el Ministerio de Cultura de la ciudad de Shanghái, República Popular China, le otorgó un reconocimiento por su labor en las Artes Escénicas.
- En 2011, fue reconocido por el Gobierno del Estado de Tamaulipas por su labor en la gestión cultural y labor creativa.